# Шаколево
Шаколево — деревня в Себежском районе Псковской области России. Входит в состав сельского поселения «Себежское».

## География
Находится на юго-западе региона и района, в лесной местности у озера Мотяж , на территории национального парка «Себежский».
Уличная сеть не развита.

## История
В 1802—1924 годах земли поселения входили в Себежский уезд Витебской губернии.
В 1941—1944 гг. деревня находилась под фашистской оккупацией войсками Гитлеровской Германии.
До 1 января 2011 года деревня входила в ныне упразднённую Глембочинскую волость. В 2010 году, согласно Закону Псковской области от 03.06.2010 № 984-ОЗ, деревня Шаколево после объединения пяти волостей (Глембочинской, Долосчанской, Дубровской, Лавровской и Томсинской) вошла в образованное муниципальное образование «Себежское сельское поселение».

## Население
| 2001 | 2002 | 2010 |
| ---- | ---- | ---- |
| 1    | ↗4   | ↗5   |

Согласно результатам переписи 2002 года, в национальной структуре населения русские составляли 100 % от общей численности населения в 4 чел..

## Инфраструктура
Личное подсобное хозяйство, любительское рыболовство.

## Транспорт
Деревня доступна по просёлочным дорогам.